# Khai thác gỗ bất hợp pháp
Khai thác gỗ bất hợp pháp là việc khai thác, vận chuyển, mua hoặc bán gỗ vi phạm pháp luật. Bản thân quy trình khai thác có thể là bất hợp pháp, bao gồm việc sử dụng các cách thức tham nhũng để có quyền đi vào rừng; khai thác mà không được phép hoặc khai thác một khu vực được bảo vệ; chặt hạ các loài được bảo vệ; hoặc khai thác gỗ vượt quá giới hạn đã thỏa thuận. Việc bất hợp pháp cũng có thể xảy ra trong quá trình vận chuyển, chẳng hạn như tiêu thụ và xuất khẩu bất hợp pháp; khai báo gian lận cho hải quan; trốn thuế và các chi phí khác và biên bản gian lận.